# Владин (кнез)
Владин или Владан  (679—700) је древни владар Срба, син непознатог архонта или кнеза Селимира.
Према Летопису попа Дукљанина, стигао је после Бугара, и загосподарио је земљама Силодуксија у Македонији, а затим „Целом латинском провинцијом, познатом као Румунија, која се сада зове Мавровлахија“.
Владин, као ни цариградски цар Јустинијан II Ринотмет, није успео да оствари војну победу над Бугарима и зато је склопио мир са њима.
Како бележи хроника, „оба народа, односно Готи, као Словени и Бугари, имали су заједнички језик и били су пагани, због чега су се међусобно добро разумели.
У Зборнику Илариона Руварца о Владину се говори: „За његове владе (српскога кнеза или краља Владина (679—700) покрену се Блгари од  Волге и освоје данашњу Бесарабију. Њихов се владаоц називао Хаган. Они најпре освоје леву обалу реке Дунава. После и десну, па у њој „читаву провинцију румунску"; Ови су се у оно време звали Романима (Румунима или Моровлахима, т. ј. црним Латшима, т. ј. црним хришћанима").
Након Владинове смрти, престо је преузео његов син Ратомир.